# Kurt Mühler
Kurt Mühler (* 1953) ist ein deutscher Soziologe.
Mühler machte eine Berufsausbildung bei der Deutschen Reichsbahn und studierte anschließend von 1973 bis 1977 Soziologie in Leipzig. 1981 wurde er ebendort mit einer Arbeit über die Methoden zur Prognose sozialer Veränderungen promoviert, habilitierte sich 1987 mit einer Untersuchung zum Wandel von Lebenswerten im Erwachsenenalter und ist seit 1992 Professor am Institut für Soziologie der Universität Leipzig.
Seine Arbeitsschwerpunkte sind Handlungstheorien, Sozialisationstheorien und Theorien abweichenden Verhaltens.

## Ausgewählte Publikationen
- Sozialisation. Eine soziologische Einführung. Paderborn 2008.
- Sozialisation, Konfliktwahrnehmung und regionale Identifikation.In: W. Fach u. W. Luutz (Hrsg.): Leipzig: 2005, S. 193–206.
- Der Wandel des Berufsprestiges in Ostdeutschland als Folge institutioneller Veränderungen. In: H. Ganzeboom u. S. Lindenberg (Hrsg.): Verklarende sociologie. Amsterdam 1996
- Wann ist man deutsch? Empirische Ergebnisse eines faktoriellen Surveys. In: Kölner Zeitschrift für Soziologie und Sozialpsychologie 57, S. 112–134    Michael Mäs, Kurt Mühler, Karl-Dieter Opp
- Das Kriminalitätsfurchtparadoxon und geschlechtsspezifische Vulnerabilität. In: Ilse Nagelschmidt, Britta Borrego und Uta Beyer (Hrsg.): Interdisziplinäres Kolloquium zur Geschlechterforschung II. Leipziger Gender-Kritik Bd. 5, Frankfurt a. M., 2014, S. 51–72.